# Yoric Ravet
Yoric Ravet (* 12. September 1989 in Échirolles) ist ein französischer Fußballspieler.

## Karriere
Yoric Ravet spielte während der Jugendzeit bei Grenoble Foot, der in der Nähe seines Heimatortes Échirolles ansässig ist. In der Saison 2008/09 wurde er in den Profikader berufen und gab am 1. Spieltag gegen den FC Sochaux sein Debüt, als er in der 82. Spielminute für Alaixys Romao eingewechselt wurde. Am Ende der Saison stand er elf Mal in der Meisterschaft sowie je einmal im Coupe de France und im Coupe de la Ligue in der Mannschaft. Die Saison beendete er mit dem Verein auf dem 13. Rang. Nach eineinhalb weiteren Spielzeiten für Grenoble Foot wechselte Ravet im Januar 2011 zum Ligakonkurrenten AS Saint-Étienne, wo er auf drei Einsätze für die erste Mannschaft kam.
Zur Saison 2012/13 wurde er an den SCO Angers ausgeliehen, ehe er in die Schweiz zum FC Lausanne-Sport wechselte. Nach einer Saison unterzeichnete er beim Grasshopper Club Zürich einen Dreijahresvertrag bis zum Sommer 2017. Nach eineinhalb Jahren gab der BSC Young Boys die Verpflichtung von Ravet bekannt. In einem Tauschgeschäft wurde im Gegenzug Haris Tabaković an den Grasshopper Club Zürich abgegeben. Ravet unterzeichnete einen Vertrag über dreieinhalb Jahre bis zum Sommer 2019. Ende August 2017 wechselte Ravet zum SC Freiburg in die deutsche Bundesliga, nachdem er nach der Sommerpause noch ein paar Spiele für die Young Boys bestritten hatte. Dort debütierte er am 9. September 2017 (3. Spieltag) beim 0:0 gegen Borussia Dortmund, wurde aber bereits in der 29. Spielminute nach einem Foul an Marcel Schmelzer des Feldes verwiesen. Dieser Platzverweis erfolgte nach einer Korrektur durch den zu dieser Spielzeit in der Bundesliga neu eingeführten Videobeweis, nachdem Schiedsrichter Benjamin Cortus Ravet zuvor nur mit der gelben Karte verwarnt hatte. Ravet war damit der erste Spieler, der wegen des Videobeweises vom Platz gestellt wurde.
Nachdem er bis Februar 2019 in anderthalb Jahren nur zu insgesamt 17 Pflichtspieleinsätzen gekommen war und in der Saison 2018/19 kein einziges Mal in der Startelf gestanden hatte, wurde er bis Saisonende an seinen Ex-Klub Grasshoppers Zürich verliehen. Der Mittelfeldspieler absolvierte an alter Wirkungsstätte 14 Ligaspiele, am Saisonende stieg die Mannschaft in die Challenge League ab. Seit seiner Rückkehr in den Breisgau wird der Franzose nicht mehr berücksichtigt und stand bislang lediglich dreimal einsatzlos im Spieltagskader.
Zur Spielzeit 2020/21 wird Ravet zu seinem Ausbildungsverein Grenoble Foot zurückkehren, wo er einen bis Juni 2023 gültigen Vertrag erhielt.